# 予防法学
予防法学（よぼうほうがく）とは、法的紛争に至る以前に、あらかじめ法的紛争を予防するための手段をいう。また、そのための学問をいう。
法的に定義された用語ではないため、文脈の中で持つ意味合いはさまざまだが、主に民事の法的紛争、とりわけ訴訟に至らないために迅速かつ明瞭な解決を求めうる手段をいい、また、仮に訴訟に至ったとしても速やかに訴訟の終結が見込まれるような手段、またはそのような手段をとることをいう。
法的分野における一種の危険の防止、リスクヘッジであるということもできる。リスク学の１つの分野ともいいうる。

## 予防法学の背景
予防法学という用語が一般的に使われるようになったのはごく最近のことであり、これには以下の背景などがあると考えられる。
- 訴訟に至ると相当の時間と費用、労力がかかるため、それをあらかじめ防止しようということ。
- これまでは話し合いで解決してきた事項も価値観が様々になる中、あらかじめ書面などで基準を明確にしておき紛争が起こらないように、起きてもその基準により速やかに解決しようということ。
- 紛争が解決しても人間関係にしこりが残ることから、そもそも当事者間に事前に紛争を起こさないようにしようとする動きがあること。
- コーポレートガバナンスの発想から会社などの集団における事前の紛争防止の意識が高まってきたこと。
- 法的な問題にも経済的な概念を持ち込み、一種の保険のように紛争の予防をなすという考え方が広まってきたこと。

## 予防法学の具体的な方法
予防法学はさまざまな次元において考え得る。以下、契約を例にとって考える。
- 契約締結時

これまでの「紛争時には契約当事者が誠意を持って協議する」などとした条項を持つ簡易な契約書を見直し、考え得る紛争をできる限り予想した契約書を作成することにより、お互いの権利・義務が明確になり、後の紛争を予想・予見しうる。
- 契約の締結中・履行時

契約書に規定された明確な権利・義務を主張・履行することで、無用な紛争は防止されうる。また、紛争が起こってもその契約書を根拠に早期の解決を望みうる。また、紛争が起こっても契約書などから法的な争点が明確になるから損害と紛争解決の費用などを勘案して紛争や損害の拡大に努められる。
- 契約の終了・解除（解約）時

契約終了時にも締結中・履行時と同様の規律が働くと考えられるが、契約終了時（例えば賃貸借契約の敷金の返還）では紛争が生じやすいことから、予防法学の観点からはとりわけ契約の終了時に有効と考え得る。